# Liophidium pattoni
Espèce
Statut de conservation UICN

 NT  : Quasi menacé
Liophidium pattoni est une espèce de serpents de la famille des Lamprophiidae. 

## Répartition
Cette espèce est endémique de la province de Majunga à Madagascar.

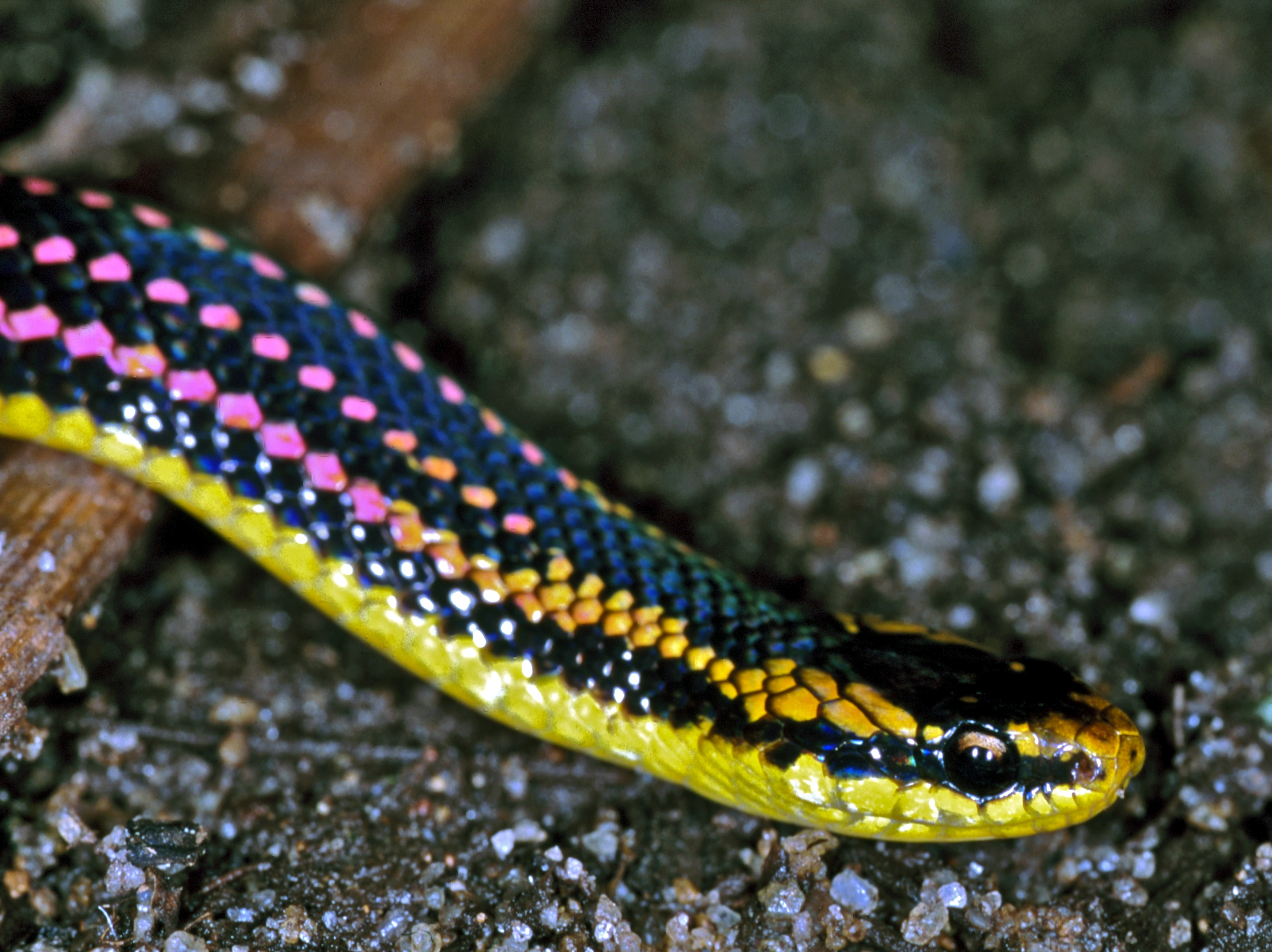

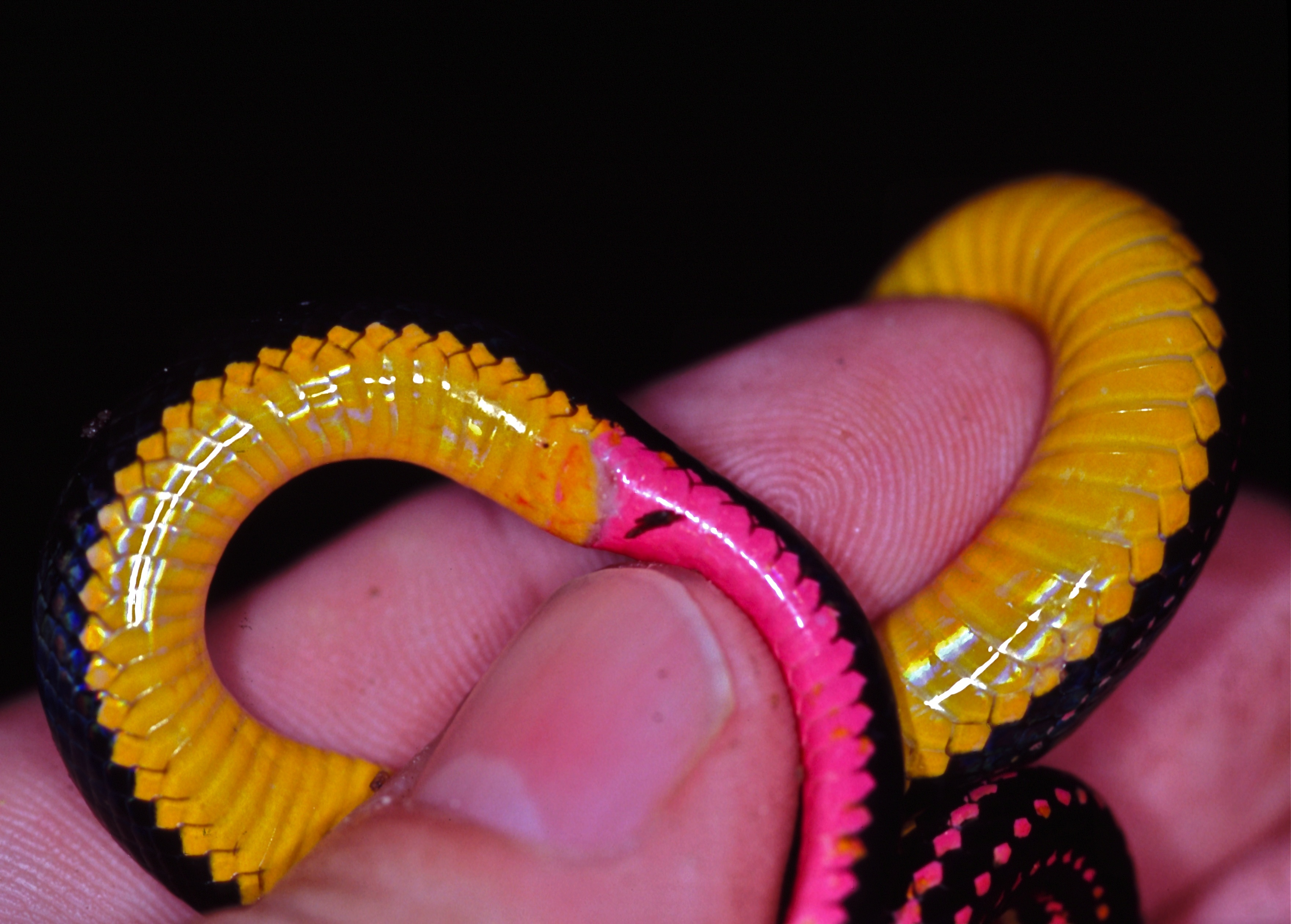

## Étymologie
Cette espèce est nommée en l'honneur de James L. Patton.

## Publication originale
- Vieites, Ratsoavina, Randrianiaina, Nagy, Glaw & Vences, 2010 : A rhapsody of colours from Madagascar: discovery of a remarkable new snake of the genus Liophidium and its phylogenetic relationships. Salamandra, vol. 46, no 1, p. 1-10 (texte intégral).